# Mähe

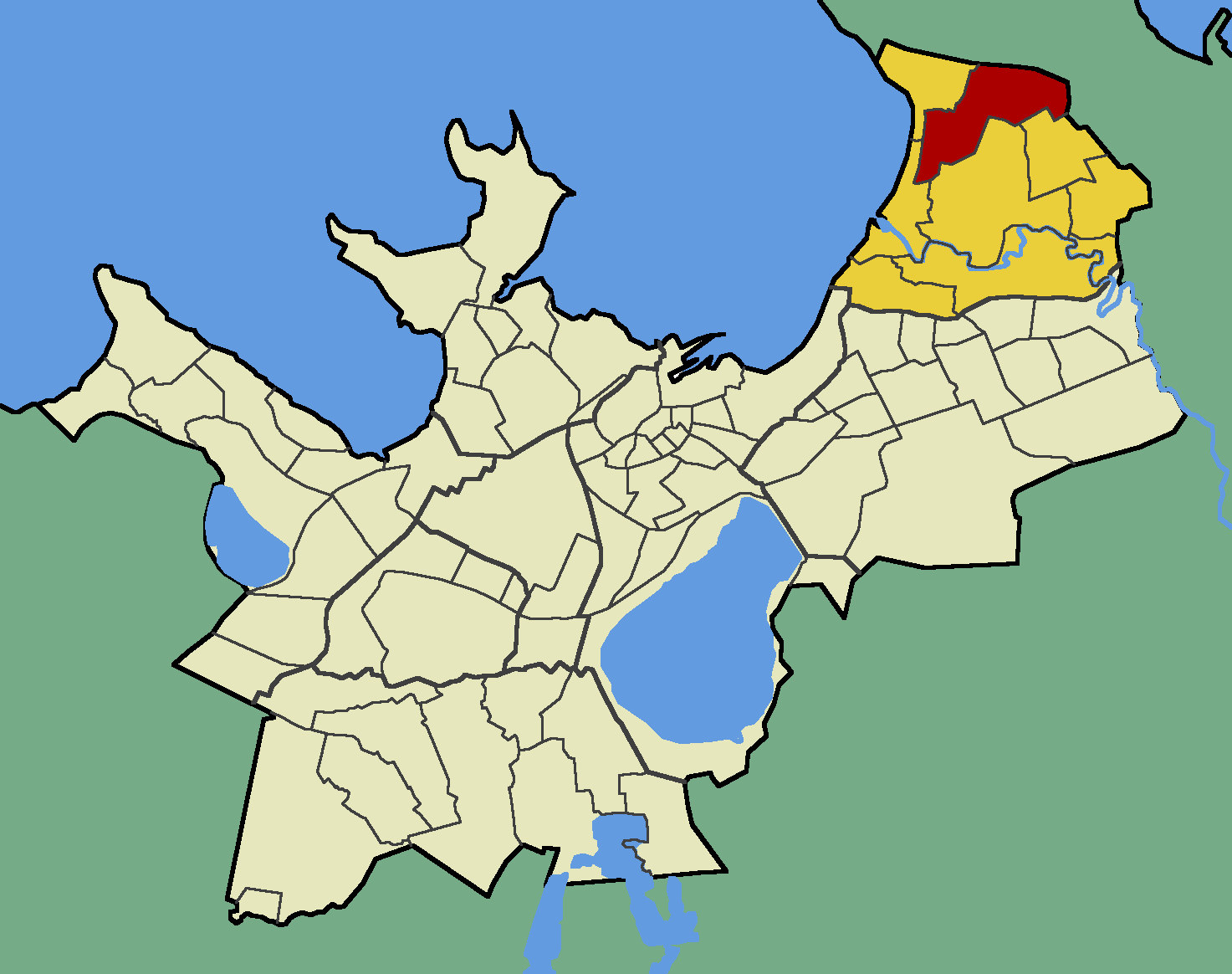
Lage von Mähe (rot) im Tallinner Stadtteil Pirita (gelb)

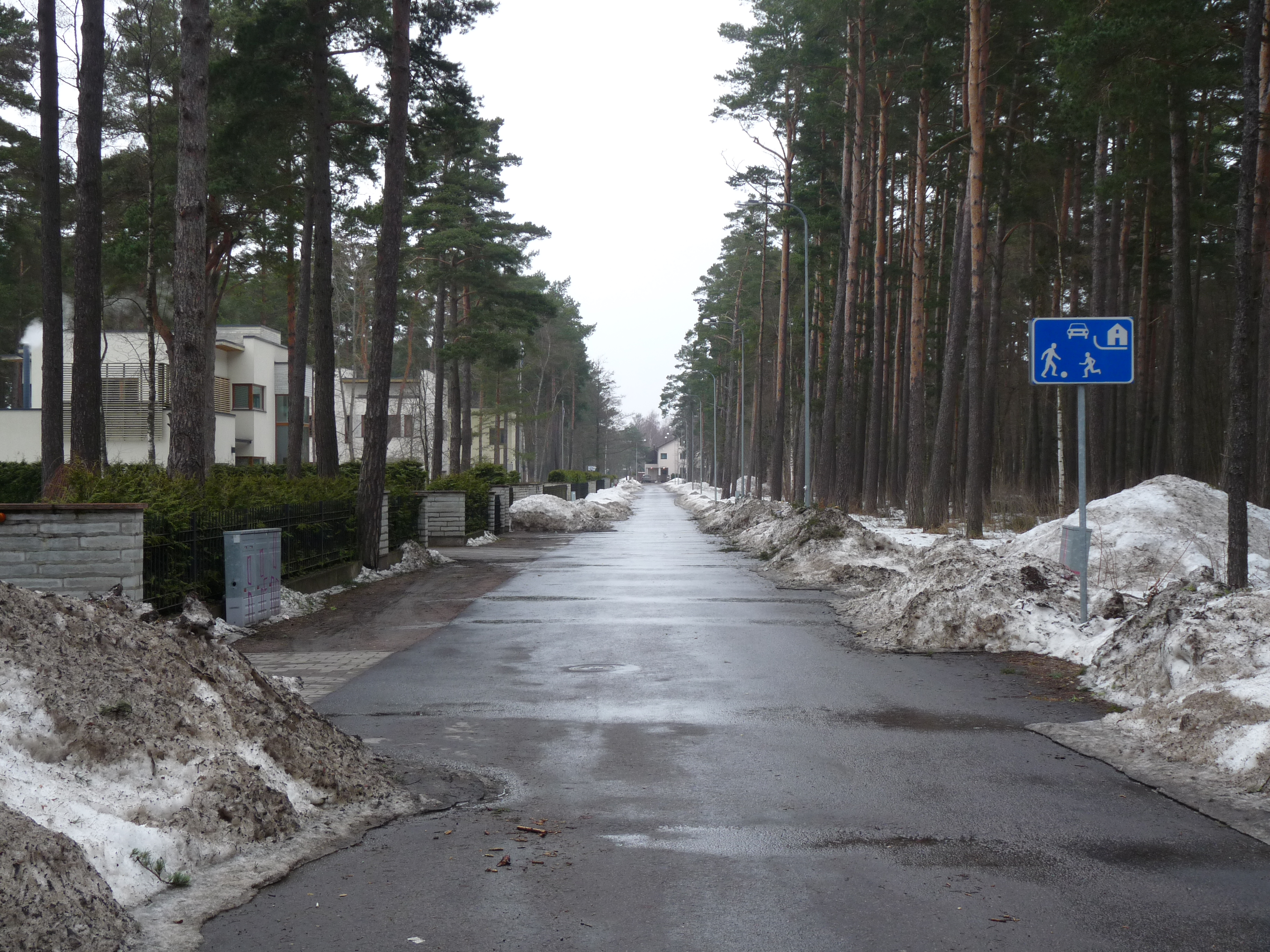
Neubauten in Mähe

Mähe ist ein Stadtbezirk (estnisch asum) der estnischen Hauptstadt Tallinn. Der Bezirk liegt im Stadtteil Pirita.

## Bezirk
Mähe hat heute 4.748 Einwohner (Stand 1. Mai 2010). Die zahlreichen Neubauten wohlhabender Esten fügen sich als Gartenstadt weitgehend harmonisch in den natürlichen Waldbestand ein.
Der Bezirk bildet heute die nordöstliche Außengrenze der Stadt Tallinn. Die Siedlungsgeschichte reicht bis ins 17. Jahrhundert zurück. 1625 wurde der Freihof Mehe erstmals urkundlich erwähnt. Der Nordteil von Mähe, das frühere Dorf Lepiku, wurde 1945 der Stadt eingemeindet. Die vormals zum Dorf Äigrumäe gehörenden Gebiete schlossen sich 1958 der estnischen Hauptstadt an. 1955 begann auf ehemaligen Weide-, Wiesen- und Ackerflächen der Ausbau Mähes zur Gartenstadt.